# Сосновское сельское поселение (Кировская область)
Сосновское сельское поселение  — упразднённое муниципальное образование в составе Унинского района Кировской области России.
Центр — село Сосновка.

## История
Сардыкское сельское поселение образовано 1 января 2006 года согласно Закону Кировской области от 07.12.2004 № 284-ЗО.
К 2021 году упразднено в связи с преобразованием муниципального района в муниципальный округ.

## Население
| 2010 | 2012 | 2013 | 2014 | 2015 | 2016 | 2017 |
| ---- | ---- | ---- | ---- | ---- | ---- | ---- |
| 276  | ↘249 | ↘222 | ↘210 | ↘198 | ↗199 | ↘189 |
| 2018 | 2019 | 2020 | 2021 |      |      |      |
| ↘176 | ↘170 | ↘157 | ↗162 |      |      |      |

## Состав
| № | Населённый пункт | Тип населённого пункта       | Население |
| - | ---------------- | ---------------------------- | --------- |
| 1 | Сосновка         | село, административный центр | 166       |
| 2 | Были             | деревня                      | 11        |
| 3 | Верхолемье       | село                         | 74        |
| 4 | Мокрушата        | деревня                      | 2         |
| 5 | Сосново          | деревня                      | 0         |